# Minnesota Transracial Adoption Study
Minnesota Transracial Adoption Study je studie z let 1975 až 1992, která zkoumala inteligenci u černošských a rasově smíšených (míšenci černochů s bělochy) dětí adoptovaných do bělošských rodin.
V USA je průměrné naměřené IQ u černošských dětí 85 a u bělošských 100. Existují spory o to, do jaké míry jsou rozdíly geneticky podmíněny a do jaké míry jsou následkem vlivu prostředí. Autoři studie byli známi svými názory preferujícími vliv prostředí na tyto rozdíly. Studie zjišťovala na černošských a rasově smíšených dětech adoptovaných v nízkém věku a vychovávaných u bělošských adoptivních rodičů z vyšší střední třídy, kteří měli vysoké příjmy i vzdělání a byli natolik antirasisticky zaměřeni, aby do své rodiny adoptovali černé dítě, jaký vliv má výchova a jaký genetické dispozice.
První měření proběhlo v roce 1975 u sedmiletých dětí a výsledky z něj byly publikovány v roce 1976. Druhé měření inteligence proběhlo u 196 z původních 265 dětí v roce 1985, ale výsledky byly publikovány až v roce 1992. Autory shrnutí výsledků z roku 1976 jsou Richard Weinberg a Sandra Scarr. V roce 1992 se k nim připojil Irwin D. Waldman. Během výzkumu bylo v 70. letech Scarrové a Weinbergovi vyhrožováno smrtí černošskými levicovými aktivisty, kteří, navzdory skutečnosti, že Weinberg a Scarrová předpokládali, že studie prokáže neexistenci geneticky daných rozdílů, požadovali zastavení výzkumu.
Výsledky z věku 7 let byly autory studie prezentovány jako podporující názor, že rasové rozdíly v IQ jsou způsobeny pouze vlivem prostředí. Na podporu tohoto zdůrazňovali, že průměrné IQ zkoumaných černých dětí bylo vyšší než IQ průměrné bělošské populace a jen o málo zaostávají za ve studii testovanými bělochy. Naopak výsledky z roku 1985, když děti dospěly do věku 17 let, ukázaly, že i mezi adoptovanými existují jasné inteligenční rozdíly mezi černochy a bělochy. Běloši vykazovali v průměru podstatně vyšší IQ než rasoví míšenci a ti zase vyšší IQ než černoši. Stejně to dopadlo v percentilu školní úspěšnosti.

## Výsledky
| Skupina                                                               | IQ ve věku 7 let | IQ ve věku 17 let |
| --------------------------------------------------------------------- | ---------------- | ----------------- |
| Neadoptované se dvěma bělošskými biologickými rodiči                  | 117              | 109               |
| Adoptované se dvěma bělošskými biologickými rodiči                    | 112              | 106               |
| Adoptované s jedním bělošským a druhým černošským biologickým rodičem | 109              | 99                |
| Adoptované se dvěma černošskými biologickými rodiči                   | 97               | 89                |

## Přepočtené výsledky
Ulrich Neisser uvedl, že výsledky potřebují vzhledem k řadě faktorů přepočet. Ten provedl v roce 2000 John Loehlin. Přepočtené výsledky pak vypadají takto:
| Skupina                                                               | IQ ve věku 7 let | IQ ve věku 17 let |
| --------------------------------------------------------------------- | ---------------- | ----------------- |
| Neadoptované se dvěma bělošskými biologickými rodiči                  | 110.5            | 105.5             |
| Adoptované se dvěma bělošskými biologickými rodiči                    | 111.5            | 101.5             |
| Adoptované s jedním bělošským a druhým černošským biologickým rodičem | 105.4            | 93.2              |
| Adoptované se dvěma černošskými biologickými rodiči                   | 91.4             | 83.7              |

## Interpretace výsledků
Výsledky adoptovaných ve věku 7 let byly autory prezentovány jako podporující názor, že rasové rozdíly v IQ jsou způsobeny pouze vlivem prostředí. Výsledky z roku 1985 byly publikovány až se značným zpožděním[kdy?]. David Duke vysvětluje toto zpoždění neochotou přiznat to, co studie skutečně prokázala. Autoři studie se nejprve snažili naznačit, že dominantní je vliv prostředí, ale později Sandra Scarr prohlásila, že se s kolegy snažili udělat výsledek přijatelnější pro zastánce vlivu prostředí, což v retrospektivě považuje za chybu. Studie podle ní může svědčit jak o tom, že rasové rozdíly jsou dány geneticky, tak prostředím.
Odborníky preferujícími hereditární vysvětlení rasových rozdílů v inteligenci byly celkové výsledky přijaty jako jednoznačný důkaz toho, že podstatnou příčinou rozdílů mezi černochy a bělochy je dědičnost. V nižším věku mohla mít vliv raná socializace, ale nakonec projevil vliv dědičnosti a adoptované děti se výší svého IQ daleko více blížily průměru své rasy nežli rasy svých adoptivních rodičů. Výchova má též vliv na výši inteligence, ale dědičný základ hraje zásadní roli a ani výchova jej nemůže změnit. Lynn upozornil na nepřesné určení srovnávací hodnoty IQ černošské populace. Neplatí tedy uvedený IQ 85 americké škály (evropský přepočet IQ 82), ale ve zkoumané oblasti USA vyšší hodnota 90 (evropský přepočet IQ 87). Což snižuje přínos mezirasové adopce na 1 bod IQ a výsledek studie zcela obrací ve prospěch dědičnosti.
V prvním testování došlo k chybnému zařazení některých rasově smíšených dětí k černošským, protože jejich adoptivní rodiče věřili, že mají černošský původ. Skutečnost, že tyto děti skórovaly v obou testech v průměru stejně jako ostatní rasově smíšení, tj. lépe než černoši, je podle profesora Rushtona zjevným důkazem, že geny hrají podstatnou roli navzdory prostředí a vnímání okolí.